# Aleksandr Pieslak
Aleksandr Pieslak (ros. Александр Песляк; ur. 1977) – haker i programista, znany jako Solar Designer. Stworzył kładącą duży nacisk na bezpieczeństwo dystrybucję Openwall (potocznie zwaną Owl) oraz program do łamania haseł John the Ripper. Tworzy również łatki na Linuksa związane z bezpieczeństwem.